# Nilson Leitão
Nilson Aparecido Leitão (Cassilândia, 25 de fevereiro de 1969) é um político brasileiro. Foi deputado federal do Mato Grosso entre 2011 e 2019. É filiado ao Partido da Social Democracia Brasileira (PSDB), seu primeiro e até agora único partido. Tem sua base eleitora na região de Sinop, cidade da qual foi administrador por dois mandatos e vereador. 
Durante a juventude, participou ativamente no cenário desportivo sendo fundador do clube filantrópico e desportivo Farrapus. Foi fundador do Léo Clube e presidente de honra da APAE (Escola Gente Esperança), tendo realizado mais de 300 campanhas sociais. 
Por conta do seu envolvimento com as causas sociais, foi lançado candidato a vereador, sendo eleito aos 26 anos de idade, à época, o vereador mais jovem eleito no município. Aos 28 anos, assumiu uma cadeira na Assembleia Legislativa de Mato Grosso e aos 30, foi eleito Prefeito de Sinop, sendo reeleito em 2004.
Sua gestão foi premiada pelo Conselho Federal de Contabilidade com o Prêmio Responsabilidade Fiscal (2001), Instituto Ayrton Senna, com o Prêmio Qualidade na Educação, Prefeito Nota 10 (2003), Prêmio Município Mais Dinâmico (2005 e 2008), pela Gazeta Mercantil.

## Carreira
Na eleição de 2010 foi eleito deputado federal, após uma nova totalização dos votos pelo TRE-MT, com 70.958 votos. Foi eleito deputado federal em 2014, para a 55.ª legislatura (2015-2019). Votou a favor do Processo de impeachment de Dilma Rousseff. Posteriormente, votou a PEC do Teto dos Gastos Públicos. Em abril de 2017 foi favorável à Reforma Trabalhista. Em agosto de 2017 votou contra o processo em que se pedia abertura de investigação do então Presidente Michel Temer, ajudando a arquivar a denúncia do Ministério Público Federal.
Liderou movimentos como o pró-impeachment, foi relator da CPI da Funai e Incra e presidiu a Frente Parlamentar da Agropecuária, a maior e mais combativa do Congresso Nacional. Ocupou cargos de vice-líder e líder da minoria. Também foi vice-líder, 1º vice-líder e líder do PSDB na Câmara.
Quando assumiu o cargo, participou de comissões importantes, presidiu, inclusive, reuniões nas quais ministros de Estado foram convocados a dar explicações sobre denúncias de corrupção em suas pastas. No primeiro mandato, foram apresentadas propostas, como a que cria o Agente Comunitário da Terra, para levar assistência técnica rural para assentados da reforma agrária e pequenos produtores; a lei que tipifica o Estelionato Eleitoral, para punir políticos que não cumprem as promessas de campanha; a concessão de incentivos fiscais a empresas que se instalarem em municípios com baixo IDH; isenção de Imposto de Renda e remuneração por atividade e os proventos de aposentadoria ou reforma para os portadores de doença de Crohn e Retocolite Ulcerativa; a instalação de novos campi da UFMT e a instalação do Curso de Medicina no campus de Sinop. 